# Piero Toscani
Piero Toscani (n. 28 iulie 1904, Milano, Regatul Italiei – d. 23 mai 1940, Varenna, Lombardia, Regatul Italiei) a fost un boxer ce a reprezentat Italia, medaliat olimpic. A participat la o ediție a Jocurilor Olimpice (1928) în care a câștigat o medalie de aur.

## Participări
Lista de mai jos prezintă principalele competiții la care a participat Piero Toscani de-a lungul carierei.
- boxing at the 1928 Summer Olympics – middleweight[*]